# Arantxa Sánchez Vicario
Aránzazu Isabel Maria Sánchez Vicario (Barcellona, 18 dicembre 1971) è un'allenatrice di tennis ed ex tennista spagnola, ex numero uno del mondo in singolare e doppio.
Considerata tra le migliori tenniste a cavallo tra la fine degli anni ottanta e l'inizio degli anni novanta, ha vinto 29 titoli nel singolare, di cui quattro prove del Grande Slam: tre Open di Francia e uno US Open. Anche nel doppio e doppio misto può vantare ottimi risultati, avendo conquistato altre dieci prove del Grande Slam: sei in doppio e quattro in doppio misto.
Con Monica Seles, Gabriela Sabatini e soprattutto la tedesca Steffi Graf, ha generato accese rivalità, ricordate dagli appassionati di questo sport.

## Carriera
Arantxa Sánchez Vicario comincia a giocare a tennis all'età di 4 anni, si appassiona alla disciplina per seguire i suoi fratelli maggiori Emilio Sánchez e Javier Sánchez (entrambi futuri tennisti professionisti).
Nel 1989 la diciassettenne Arantxa sorprende il mondo del tennis arrivando in finale all'Open di Francia; nella partita decisiva la sua avversaria è la N.1 del mondo Steffi Graf. Nelle tre precedenti occasioni in cui le due si sono incontrate la tennista spagnola non è mai riuscita ad avere la meglio, tuttavia quel giorno Arantxa si imporrà in tre set con il punteggio di 7–6, 3–6, 7–5 sull'avversaria che negli anni diventerà la sua "bestia nera", conquistando il suo primo titolo nel Grande Slam. La Sánchez stabilirà un record essendo l'atleta più giovane ad aver mai vinto la competizione francese (Monica Seles batterà il record l'anno dopo).
Nel periodo tra il 1990 e il 1993 Arantxa sarà relegata a contendere a Sabatini il ruolo di "terzo incomodo" nella lotta tra le due tenniste più forti del momento: Steffi e Monica. Durante questo periodo riuscirà a raggiungere la finale all'Open di Francia nel 1991 e all'US Open del 1992, venendo sconfitta in entrambi i casi da Monica Seles. In quegli anni riuscirà comunque ad aggiudicarsi 6 tornei tra cui 3 di categoria Tier I (la più importante dopo il Grande Slam e il torneo WTA Championships di fine anno).
Il 30 aprile 1993 un evento drammatico mise momentaneamente fine alla carriera della giovanissima Monica Seles, questo evento unito al calo di rendimento della Sabatini apre le porte al periodo migliore della carriera della tennista iberica che vede in Steffi Graf la sua rivale più ostica. A fine anno Arantxa raggiunge per la prima e unica volta in carriera la finale del WTA Championships perdendo in quattro set contro la Graf (1-6, 4-6, 6-3, 1-6 i parziali).
Il 1994 è l'anno migliore della carriera dell'atleta di Barcellona; affronta Steffi Graf nella finale degli Australian Open venendo duramente sconfitta in due set. Riesce a vincere il suo secondo Open di Francia battendo Mary Pierce in finale. A settembre incontra nuovamente la Graf nella finale dell'US Open, stavolta la spagnola riesce ad imporsi in tre set dopo aver malamente perso il primo. Complessivamente nella stagione 1994 vince 8 tornei (di cui 2 Slam e 1 Tier I). In questo periodo Steffi e Arantxa si alternano in cima alla classifica WTA per brevi periodi a testa.
Nel 1995 perde in finale all'Open di Australia contro Mary Pierce, qualche mese dopo è sconfitta a Roma contro la connazionale Martínez, poi affronta nella finale dell'Open di Francia la sua rivale tedesca, uscendone sconfitta in tre set (5-7, 6-4, 0-6) dopo una dura battaglia. Circa un mese dopo la spagnola approda nell'unica finale del Grande Slam che non aveva mai raggiunto: quella di Wimbledon. Anche qui la sua avversaria è la tedesca Steffi Graf che ha la meglio in tre set. In questo anno torna all'attività anche Monica Seles.
Nel 1996 la Sánchez viene eliminata ai quarti di finale dall'Australian Open. In aprile si aggiudica il torneo Tier I di Hilton Head e poche settimane dopo raggiunge ancora una volta la finale dell'Open di Francia perdendo 3-6, 7-6, 8-10 contro Steffi Graf. Un mese dopo arriva in finale anche a Wimbledon, ancora contro Steffi che la sconfiggerà nuovamente con il punteggio di 3-6, 5-7.
Dal 1997 la campionessa tedesca è tormentata dagli infortuni e ha un calo fisico, questo sembra spianare la strada per la spagnola che però ha oramai esaurito il suo periodo d'oro, l'ultimo acuto della sua carriera sarà la vittoria nell'Open di Francia del 1998 contro Monica Seles.
Si è ritirata definitivamente nel 2002.
Arantxa è stata la settima tennista (l'unica spagnola) della storia a diventare N.1 del mondo. Ha conquistato la cima del Ranking mondiale per tre volte rubando sempre il primato a Steffi Graf. In tutte e tre le occasioni ha poi riceduto il primato alla rivale tedesca. Il suo massimo personale di permanenza consecutiva in vetta alla classifica mondiale è stato di sei settimane. Sommando i suoi tre periodi si arriva ad un totale di 12 settimane da N.1.
Dopo il ritiro ha fatto da capitano per la squadra spagnola di Fed Cup ed è stata introdotta nell'International Tennis Hall of Fame nel 2007.

## Statistiche

### Singolare

#### Grande Slam

##### Vittorie (4)
| Anno | Torneo              | Superficie  | Avversaria in finale | Punteggio     |
| 1989 | Open di Francia     | Terra rossa | Steffi Graf          | 7–6, 3–6, 7–5 |
| 1994 | Open di Francia (2) | Terra rossa | Mary Pierce          | 6–4, 6–4      |
| 1994 | US Open             | Cemento     | Steffi Graf          | 1–6, 7–6, 6–4 |
| 1998 | Open di Francia (3) | Terra rossa | Monica Seles         | 7–6, 0–6, 6–2 |

### Doppio

#### Grande Slam

##### Vittorie (6)
| Anno | Torneo              | Superficie | Compagna      | Avversarie in finale                 | Punteggio        |
| 1992 | Australian Open     | Cemento    | Helena Suková | Mary Joe Fernández Zina Garrison     | 6-4, 7–6(3)      |
| 1993 | US Open             | Cemento    | Helena Suková | Amanda Coetzer Inés Gorrochategui    | 6-4, 6-2         |
| 1994 | US Open (2)         | Cemento    | Jana Novotná  | Katerina Maleeva Robin White         | 6-3, 6-3         |
| 1995 | Australian Open (2) | Cemento    | Jana Novotná  | Gigi Fernández Nataša Zvereva        | 6-3, 6(3)–7, 6-4 |
| 1995 | Wimbledon           | Erba       | Jana Novotná  | Gigi Fernández Nataša Zvereva        | 5-7, 7-5, 6-4    |
| 1996 | Australian Open (3) | Cemento    | Chanda Rubin  | Mary Joe Fernández Lindsay Davenport | 7-5, 2-6, 6-4    |

### Doppio misto

#### Grande Slam

##### Vittorie (4)
| Anno | Torneo              | Superficie  | Compagno        | Avversarie in finale        | Punteggio      |
| 1990 | Open di Francia     | Terra rossa | Jorge Lozano    | Nicole Bradtke Danie Visser | 7–6(5), 7–6(8) |
| 1992 | Open di Francia (2) | Terra rossa | Mark Woodforde  | Lori McNeil Bryan Shelton   | 6-2, 6-3       |
| 1993 | Australian Open     | Cemento     | Todd Woodbridge | Zina Garrison Rick Leach    | 7-5, 6-4       |
| 2000 | US Open             | Cemento     | Jared Palmer    | Anna Kurnikova Maks Mirny   | 6-3, 6-3       |

## Stile
Arantxa è ricordata da molti per il suo stile di gioco estremamente tenace, combattivo e restio a cedere punti. Durante gli scambi giocava prevalentemente da fondo campo e correva per raggiungere ogni tipo di palla. Non dava mai per perso o per vinto uno scambio finché non aveva la certezza di averlo perso o conquistato. Anche in situazioni di netto svantaggio non esitava a tuffarsi sulla palla rischiando un infortunio per vincere uno scambio che poteva tranquillamente lasciare all'avversaria.
Questo stile di gioco comportava grande spettacolo e trascinamento delle tifoserie, tuttavia la costringeva a grandi sforzi di energia che spesso pagava nei finali delle partite.

## Curiosità
Ad Arantxa Sánchez Vicario è intitolato un campo del torneo Mutua Madrid Open di Madrid.